# 卡尔萨达德东迭戈
卡尔萨达德东迭戈，是西班牙卡斯蒂利亚-莱昂萨拉曼卡省的一个市镇。 总面积44平方公里，总人口245人（2001年），人口密度6人/平方公里。